# Zoutgras
Zoutgras is een geslacht uit de zoutgrasfamilie (Juncaginaceae). De soorten komen wereldwijd voor.

## Soorten
- Triglochin barrelieri Loisel.
- Triglochin buchenaui Köcke, Mering & Kadereit
- Triglochin bulbosa L.
- Triglochin calcitrapa Hook.
- Triglochin centrocarpa Hook.
- Triglochin compacta Adamson
- Triglochin elongata Buchenau
- Triglochin gaspensis Lieth & D.Löve
- Triglochin hexagona J.M.Black
- Triglochin isingiana (J.M.Black) Aston
- Triglochin laxiflora Guss.
- Triglochin longicarpa (Ostenf.) Aston
- Triglochin maritima L. - Schorrenzoutgras
- Triglochin mexicana Kunth
- Triglochin milnei Horn
- Triglochin minutissima F.Muell.
- Triglochin mucronata R.Br.
- Triglochin muelleri Buchenau
- Triglochin nana F.Muell.
- Triglochin palustris L. - Moeraszoutgras
- Triglochin protuberans Aston
- Triglochin scilloides (Poir.) Mering & Kadereit
- Triglochin stowardii N.E.Br.
- Triglochin striata Ruiz & Pav.
- Triglochin trichophora Nees ex Endl.
- Triglochin turrifera Ewart